# George Eastman

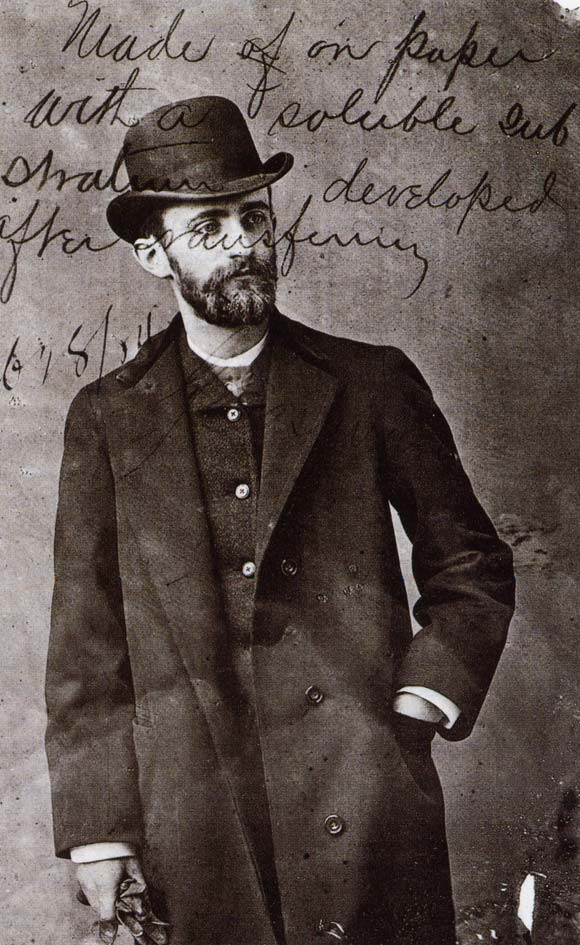
George Eastman auf einem Foto von 1884

George Eastman (* 12. Juli 1854 in Waterville, New York; † 14. März 1932 in Rochester, New York) war ein US-amerikanischer Erfinder und Unternehmer, der die heutigen Firmen Kodak sowie Eastman Chemical mitbegründete.

## Kindheit und Jugend
Seine Schulzeit in Rochester brach Eastman vorzeitig ab, da sein Vater verstarb und er zum Broterwerb der Familie beitragen musste. Ab dem Alter von 14 Jahren arbeitete Eastman als Bürobote für eine Versicherungsgesellschaft. Sein erstes Gehalt betrug 3 Dollar die Woche. Da dieses Gehalt nicht ausreichte, um die Familie zu ernähren, besuchte Eastman Abendkurse in einer Handelsschule und konnte später besser bezahlte Jobs in der Bankbranche annehmen.

## Kamera- und Film-Innovationen: Das Unternehmen und die Marke Kodak

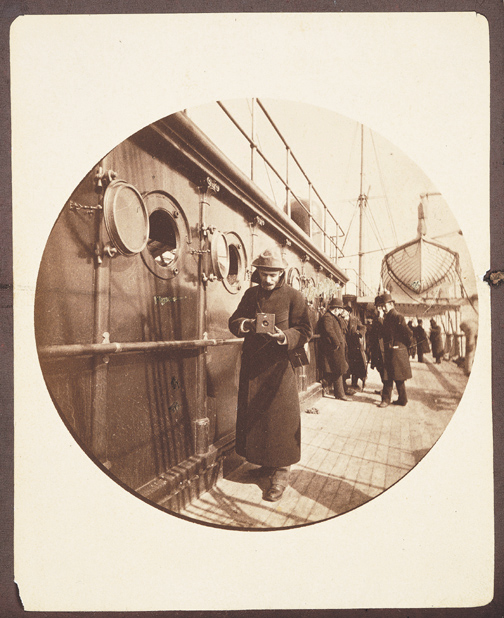
George Eastman mit einer Kodak-Kamera an Bord der Gallia (Foto von Frederick Fargo Church, 1890).

1880 wechselte er in die Fotobranche. Sein erster Patentanwalt war George B. Selden, der ihn in der Anmeldung eines verbesserten Verfahrens zur Herstellung von fotografischen Trockenplatten beriet., worauf Eastman 1881 zusammen mit Henry Alvah Strong die Eastman Dry Plate Company gründete. Ab 1884 kam die Produktion von Negativpapier (sog. Stripping-Film) hinzu – das Unternehmen wurde umbenannt in The Eastman Dry Plate and Film Company.
1884 meldete er gemeinsam mit William Walker den Rollfilm auf Papierbasis (sog. Stripping-Film) zum Patent an, nachdem er diesem die Erfindung für 40.000 Dollar abgekauft hatte.
Das Unternehmen stellte 1886 seine erste Kamera vor, die von Franklin M. Cossitt konstruierte Eastman Detective Camera; im Sommer 1888 erschien die erste Kamera unter dem Markennamen Kodak, die legendäre Kodak Nr. 1, die der Kamerakonstrukteur Frank A. Brownell für Eastman entwickelte. Am 4. September 1888 ließ Eastman die Handelsmarke „Kodak“ registrieren und erhielt ein Patent für eine Rollfilmkamera.
Ab 1889 hieß die Firma The Eastman Kodak Company; der Papierfilm wurde ersetzt durch den von Henry M. Reichenbach für Eastman entwickelten Zelluloid-Film (der sog. American Film); der Zelluloid-Film war jedoch bereits 1887 für Hannibal Goodwin patentiert worden; Eastman hat also weder den Rollfilm auf Papierbasis noch den auf Zelluloid-Basis erfunden. Selbst der erste Kunststoff, das Zelluloid, ist keine amerikanische Erfindung. Die Brüder Hyatt kauften 1868 das britische Patent auf Parkesine von Prof. Alexander Parkes, Birmingham, England.

## Marketing für den Massenmarkt

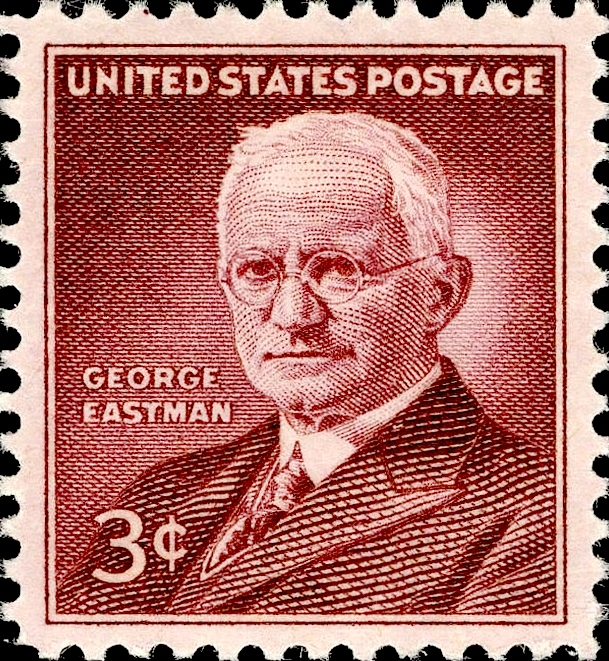
US-Briefmarke mit George Eastman

Eastmans entscheidender Beitrag für die Geschichte der Fotografie war wohl deren Öffnung für den Massenmarkt durch geschicktes Marketing: Die Kombination einer erschwinglichen Kamera mit Film und innovativem Service bei der Filmentwicklung. „You Press the Button, We Do the Rest“ lautete das Motto (deutsch: „Sie drücken den Knopf, wir machen den Rest“). Kostete das Kodak Standardmodell 1888 mit 25 $ noch etwa den Monatslohn eines Fabrikarbeiters, so war die Brownie-Kamera ab 1900 für einen Dollar inklusive eingelegtem Film im Handel erhältlich. War das Material verschossen, konnte der Kunde die Kamera ins Fotogeschäft zurückbringen. Dort wurde der Film entwickelt, Abzüge erstellt und die Kamera mit frischem Film geladen. Später nahm der Kunde seine schussbereite Kamera inklusive Abzüge wieder in Empfang. Der Markenname Kodak wurde ebenfalls von Eastman entwickelt: Er sollte einprägsam und keinesfalls mit einem anderen Begriff aus den westeuropäischen Sprachen zu verwechseln sein.

## Eastman als Sozialreformer im Unternehmen
Eastman trat auch als Unternehmer mit sozialen Ideen und Mäzen für Wissenschaft und Kultur in Erscheinung:
In seiner Firma führte er als Erster freiwillig eine Altersrente, Arbeitsunfähigkeitsrente, Lebensversicherung und eine Lohndividende für die Mitarbeiter ein.

## Mäzen für Kultur und Wissenschaft

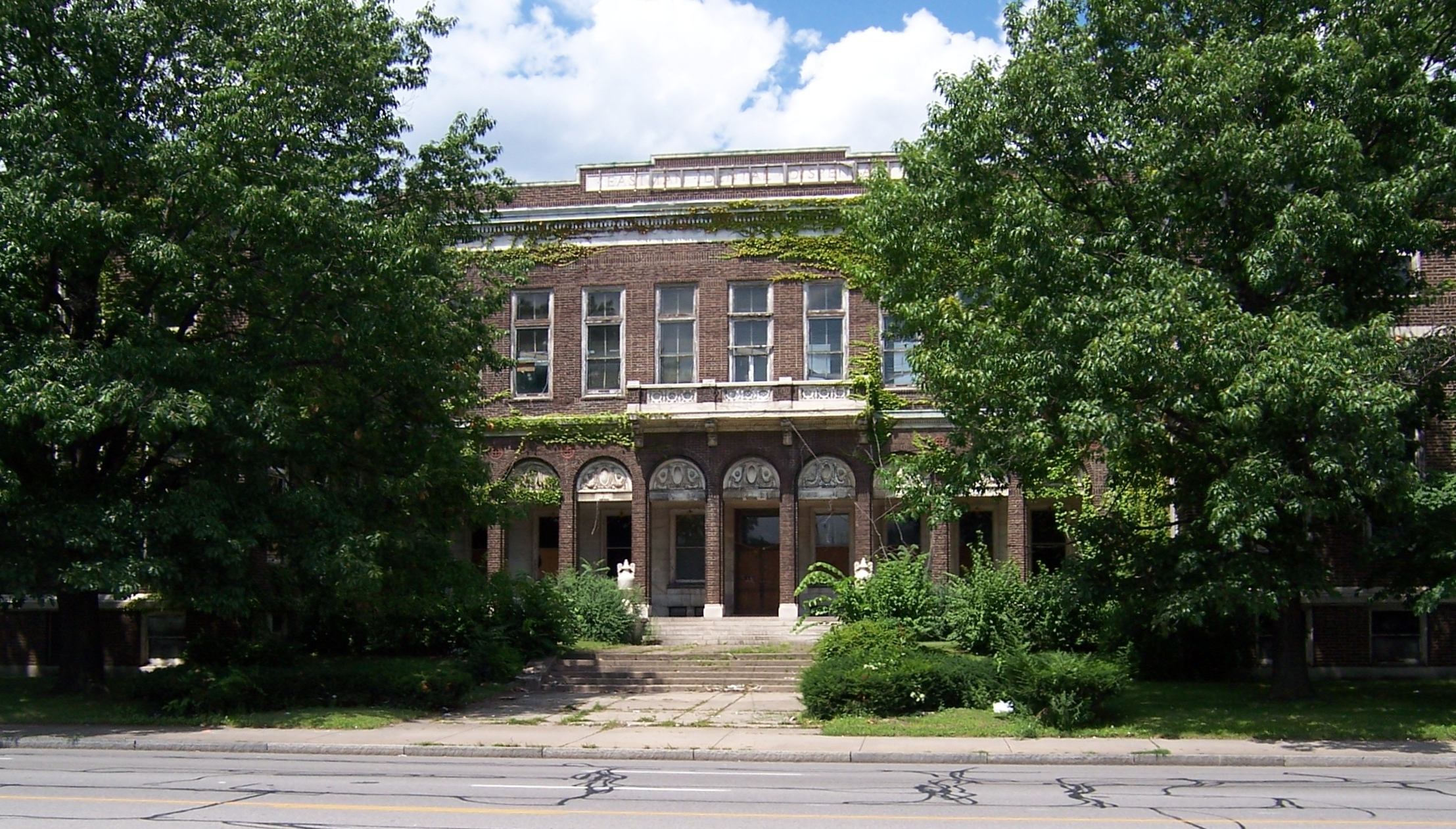
Rochester – Eastman Dental Dispensary

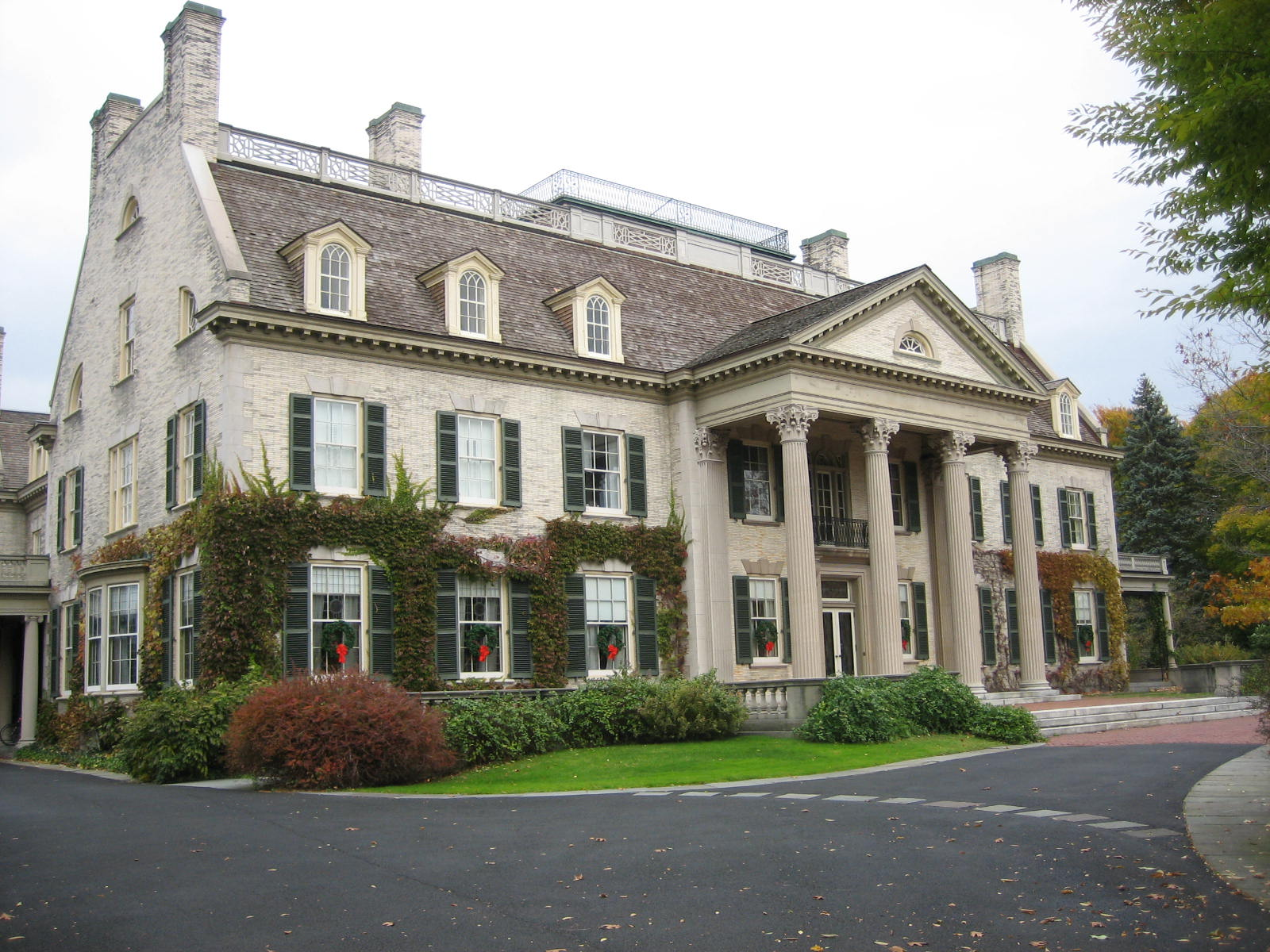
George Eastmans Wohnhaus in Rochester beherbergt heute ein Fotomuseum.

Als Mäzen gründete er die Eastman School of Music. Seine größte Einzelspende ging mit 20 Millionen Dollar an das MIT. Zahlreiche Spenden für die Universität von Rochester, Kliniken, Stiftungen zur Förderung afro-amerikanischer Bürger kamen hinzu. Er verfügte auch über eine der größten privaten Gemäldesammlungen. Für die erste kostenlose Zahnklinik für Kinder, die von den Mitgliedern des Zahnärztlichen Verbandes von Rochester für bedürftige Kinder im Jahre 1901 gegründet wurde, übernahm er die gesamte finanzielle Bürde. Es wurde im Oktober 1915 eine Körperschaft gegründet, die als Eastman Dental Dispensary (EDD) bekannt wurde. 1917 wurde das Gebäude eingeweiht. Es wurde um eine Dentalhygienikerschule erweitert.

## Tod
Als er 1932 an einer stark schmerzhaften Erkrankung der Wirbelsäule erkrankte, beging er Suizid. Er hinterließ einen Zettel mit der Aufschrift: „My work is done, why wait?“ (deutsch: Meine Arbeit ist getan, warum warten?).
Seit 1960 trägt Mount Eastman seinen Namen, ein Berg im Grahamland auf der Antarktischen Halbinsel.
Kodak verlieh von Ende der 1980er bis Mitte der 1990er Jahre die „George-Eastman-Medaille“ für besondere Verdienste um die Fotografie. U. a. wurden Gottfried Jäger und Walter E. Lautenbacher ausgezeichnet.